# Årets sockerbagare
Årets sockerbagare var ett svenskt TV-program som sändes i SVT Barn med 10 avsnitt per säsong. Programledare för var Lasse Kronér och Elisabeth Johansson.
I varje säsong tävlade åtta barn om att bli årets sockerbagare. I avsnitt 1-8 tävlade fyra barn åt gången om poäng som delades ut av veckans gästdomare och Elisabeth Johansson. Avsnitt 9 var en semifinal med de fyra barn med mest poäng och avsnitt 10 en final mellan de två barn som gått vidare. 
Vinnare säsong 1 och Årets sockerbagare 2014 blev Engla Ersson. Vinnare säsong 2 och Årets sockerbagare 2015 blev Filippa Grabe Vinnare säsong 3 och Årets sockerbagare 2016 blev Ingrid Flygare